# San Lorenzo y Anexo
San Lorenzo y Anexo är en ort i Mexiko.   Den ligger i kommunen Papantla och delstaten Veracruz, i den sydöstra delen av landet, 210 km nordost om huvudstaden Mexico City. San Lorenzo y Anexo ligger 69 meter över havet och antalet invånare är 952.
Terrängen runt San Lorenzo y Anexo är platt åt sydväst, men åt nordost är den kuperad. Runt San Lorenzo y Anexo är det ganska tätbefolkat, med 160 invånare per kvadratkilometer. Närmaste större samhälle är Papantla de Olarte, 12,4 km norr om San Lorenzo y Anexo. Omgivningarna runt San Lorenzo y Anexo är en mosaik av jordbruksmark och naturlig växtlighet.